# IC 2177
IC 2177 — галактика типу EN (емісійна туманність) у сузір'ї Єдиноріг.
Цей об'єкт міститься в оригінальній редакції індексного каталогу.